# Iwan Bajkow
Iwan Iwanowicz Bajkow (ros. Иван Иванович Байков; ur. 16 września?/29 września 1906 w Petersburgu, zm. 23 marca 1992 tamże) – radziecki admirał, uczestnik II wojny światowej.

## Nagrody i odznaczenia[1]
- Order Lenina czterokrotnie 1935, 1951, 1957, 1967;
- Order Rewolucji Październikowej 1976;
- Order Czerwonego Sztandaru trzykrotnie 1945, 1946, 1956;
- Order Wojny Ojczyźnianej I klasy, dwukrotnie 1946, 1985;
- Order Czerwonego Sztandaru Pracy 1966;
- Order Czerwonej Gwiazdy dwukrotnie 1943,1944
- imienna broń osobista.